# Массовое общество
Массовое общество — теоретическая модель, описывающая социальные преобразования, вызванные модернизацией (прежде всего урбанизацией, развитием СМИ, всеобщим образованием, демократизацией политики и т. п.), которая активно разрабатывалась в 1920—1960-е годы.
Особенностью массового общества является разрыв социальных связей, обособленность отдельных индивидов, отсутствии у них индивидуальности, устойчивых и общезначимых нравственных ценностей. Личностный статус человека формируется на уровне социальной группы, общины, ремесленного цеха, аристократического «света», церковного прихода. Но непрерывные вертикальные и горизонтальные перемещения больших групп людей, характерные для индустриального общества, разрушают уровень соседского, профессионального, религиозного общения, общения в «своём круге» и основным уровнем общения становится семья. Человек начинает воспринимать общество как множество других столь же похожих на него индивидов, одевающихся в тех же универсальных магазинах, ездящих в тех же поездах и трамваях, читающих те же газеты, и так же, как он, одиноких.
Поэтому потребность в самоутверждении переносится на национально-государственный уровень, на уровень всего общества и политические интересы приобретают личностный, особенно значимый характер. Такое обостренное личное восприятие национальных, государственных потребностей делает любой конфликт (как в государстве, так и в международных отношениях) личным делом миллионов людей и придает ему особо острый, болезненный характер. Это создает для элит неограниченные возможности манипулирования атомизированными массами.
Наиболее детально проблема массового общества исследуется в работе Хосе Ортега-и-Гассета «Восстание масс» (1930 год). Он писал, что в отличие от прежних времен, когда массы находились у «задников общественной сцены», сейчас они на авансцене истории, что и вызвало тяжелейший кризис в Западной Европе. Ортега-и-Гассет напоминал, что небывалое увеличение спектра человеческих возможностей, расширение пространственных и временных границ его мира произошло внезапно, за одно поколение. Средний человек, который чувствует себя «как все» и зная, что он посредственность, «имеет нахальство повсюду утверждать и всем навязывать своё право на посредственность». Приобщаясь к благам цивилизации очень быстро, он не только не усваивает культуры прошлого, но и отрицает её.

В двадцатом веке хамство стало очень острой проблемой, и этим оно обязано прогрессу. Массы крестьян были вырваны из патриархальных условий, в которых держались патриархальные табу, и оказались урбанизированы. Там, где развитие происходило особенно быстро, в странах центральной Европы, поздно вступивших на путь прогресса и торопившихся догнать и перегнать, рост хамства был особенно грозным. Он поставил под вопрос само существование европейской цивилизации.
— Из выступления Г. С. Померанца "О роли нравственного облика личности в жизни исторического коллектива"
В 1960-70-е годы Дэниел Белл и Эдвард Шилз попытались преодолеть критическую направленность теорий массового общества, подчеркивая интеграцию масс в систему институтов массового общества, преодоление социальных антагонизмов и создание более социально однородного общества.